# Jeroen Elshoff
Jeroen Elshoff (Alkmaar, 2 februari 1977) is een Nederlandse voetbalcommentator en sportcolumnist. Sinds 1 augustus 2008 is Elshoff werkzaam bij NOS Studio Sport waar hij vooral wordt ingezet bij voetbalwedstrijden uit de Eredivisie. Eerder was de Noord-Hollander in dienst van Eyeworks Sport te horen bij betaalzender Sport1 (het voormalige Canal+). Elshoff verzorgde in 2018 voor de eerste keer het commentaar bij de finale van het wereldkampioenschap voetbal in Rusland voor de NOS. Daarmee kwam hij in een rijtje met Herman Kuiphof, Theo Reitsma en Frank Snoeks. In 2022 deed Elshoff het commentaar bij de finale tussen Argentinie en Frankrijk in Qatar. 
Elshoff studeerde journalistiek in Utrecht en belandde via stages bij RTV Rijnmond en de Leeuwarder Courant uiteindelijk bij het Noordhollands Dagblad. Na zijn afstuderen werd hij sportverslaggever bij RTV Noord-Holland, waar hij vaste volger werd van Ajax en AZ. Zijn landelijke debuut als commentator maakte Elshoff in 2004 bij het programma met Engels en Duits voetbal van RTL 5 dat werd gepresenteerd door Wilfred Genee. Niet lang daarna volgden live wedstrijden bij Canal+.
In augustus 2005 trad Elshoff in dienst bij Eyeworks. Hij verzorgde voor Sport1 onder meer het commentaar bij de WK-finale in 2006 en versloeg in Spanje het duel waar FC Barcelona het kampioenschap behaalde bij Celta de Vigo met Frank Rijkaard als trainer. In 2007 gaf Elshoff samen met Wim Kieft commentaar bij de UEFA Cup-finale tussen FC Sevilla en Espanyol in Glasgow.
Toen de NOS de uitzendrechten voor de Eredivisie weer verkreeg vanaf het seizoen 2008-2009 werd Elshoff aangetrokken als nieuwe commentator voor de Eredivisie en de UEFA Champions League. Tijdens het WK Voetbal 2010 was Kaapstad zijn thuisbasis en debuteerde Elshoff op een groot eindtoernooi bij de publieke omroep.
Op het EK voetbal 2012 behoorde hij tot de laatste vier commentatoren die na de groepsfase door de NOS werden ingezet. Ook op het WK in 2014 en het EK in 2016, WK in 2018 en EK in 2021 was Elshoff actief als voetbalcommentator. Naast voetbal was rugby (tot medio 2015) de tweede sport waarvan de geboren Alkmaarder bij de NOS verslag deed.
Op 10 oktober 2014 liet de NOS hem debuteren als commentator bij het Nederlands elftal voor het verslag van de EK-kwalificatiewedstrijd tegen Kazachstan. Daarbij voegde Elshoff zich bij de vaste Oranje-commentatoren van Studio Sport. In 2015 deed Elshoff voor het eerst verslag van een finale. Hij becommentarieerde de laatste Champions League-finale van de NOS tussen FC Barcelona en Juventus, voordat de rechten overgingen naar SBS. De Spanjaarden wonnen de Champions League-finale 2015. In 2017 was Elshoff de commentator bij de historische zege van het Nederlands vrouwenelftal op het Europees kampioenschap voetbal vrouwen 2017. Naar deze finale keken meer dan 4 miljoen mensen.
Tussen 2016 en 2020 was Elshoff te zien als sidekick in het nieuwe NOS-programma Eredivisie op Vrijdag, dat werd gepresenteerd door Henry Schut. Naast Elshoff was voetballer Daniel de Ridder vaste gast. De Ridder werd later vervangen door Leonne Stentler en Jeroen Stekelenburg. Het programma ging nog later verder als NOS Studio Sport Voetbal.
Als liefhebber van Amerikaanse sporten schrijft Elshoff diverse columns over NFL American Football en honkbal uit de MLB voor de website SportAmerika.nl en het gelijknamige digitale magazine. Vanwege zijn grote passie voor de Super Bowl zat hij onder meer bij de tv-programma’s De Wereld Draait Door en RTL Late Night.
Jeroen is getrouwd en heeft een dochter en een zoon. Hij gaat graag op vakantie naar de VS.